# Castelbello-Ciardes
Castelbello-Ciardes (Kastelbell-Tschars in tedesco) è un comune italiano di 2 388 abitanti della provincia autonoma di Bolzano in Trentino-Alto Adige.

## Geografia fisica
Castelbello-Ciardes si trova in Val Venosta, a circa 20 km dalla città di Merano.

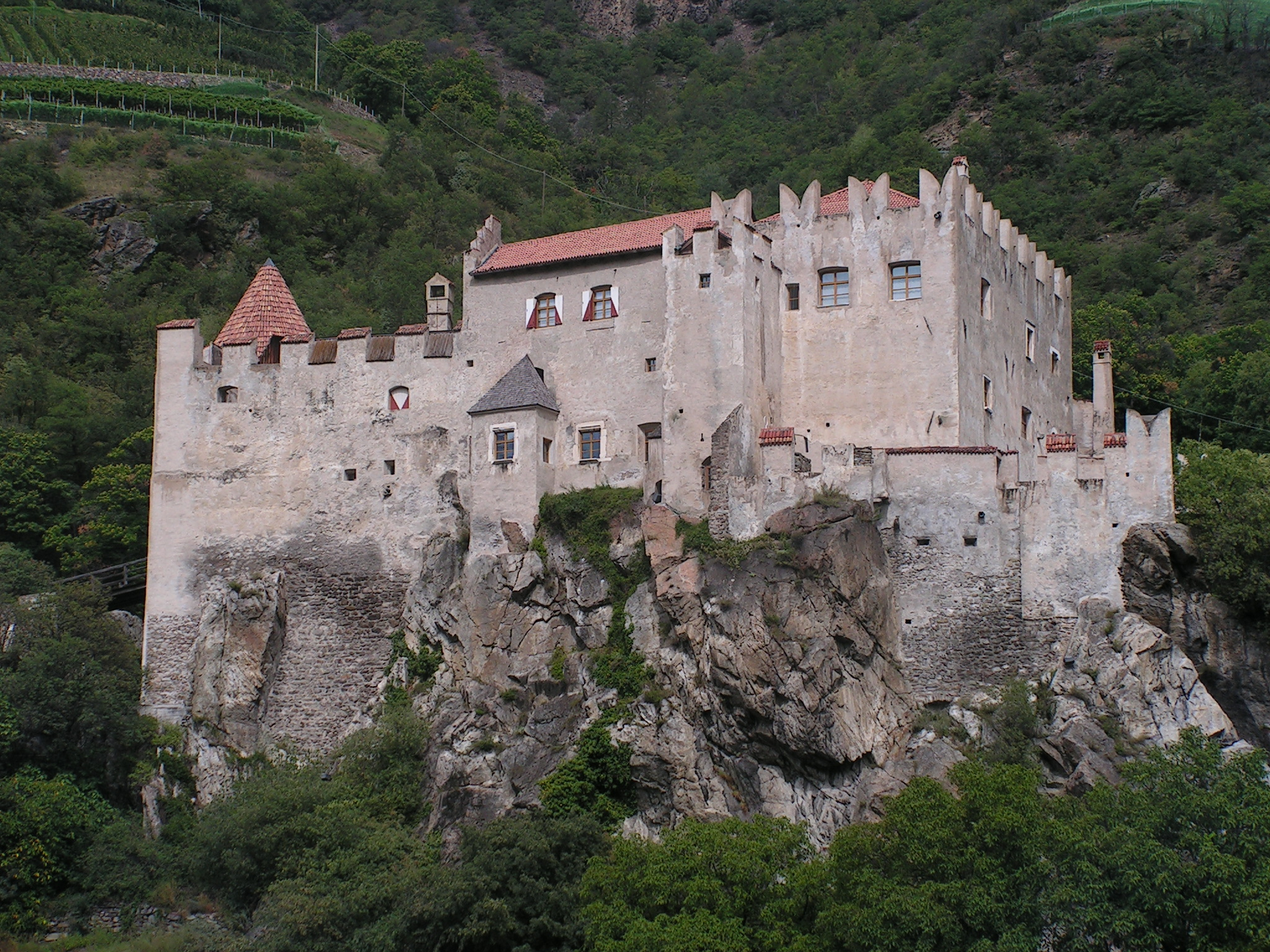
Il castello di Castelbello

Nel territorio comunale si trova l'area protetta del biotopo Alte Etsch - Colsano.

## Origini del nome
Il toponimo è attestato per la prima volta nel 1286 come Castelbel e nel 1306 come Kastelbele, mentre Ciardes è di probabile origine preromana ed è attestato nel 1183 come Sardis, nel 1201 come Schardis, nel 1281 come Tschardes e nel 1406 come Tschars.

## Storia

### L'incidente ferroviario del 12 aprile 2010
Il 12 aprile 2010, poco prima delle 9.00 del mattino, il treno regionale Malles Venosta-Merano delle 8:20, in corsa nella stretta gola che separa Castelbello e Laces, venne travolto da una frana e cadde nel dirupo sottostante, causando 9 vittime e 28 feriti, di cui 7 gravi.

### Simboli
Lo stemma riprende le insegne dei conti Hendl, proprietari del locale castello dal 1531 al 1949. Lo stemma è stato adottato l'11 aprile 1969.

## Monumenti e luoghi d'interesse

### Architetture religiose
- Chiesa di San Martino

### Architetture militari
- Castello di Castelbello, risalente al 1200
- Rovine del castello di Colsano di Sopra (in tedesco Ruine Hochgalsaun), un maniero eretto nel XIII secolo dai Montalban, disabitato dal 1423 e caduto in rovina[10]
- Castel Juval, fortezza del 1200, residenza estiva dell'alpinista Reinhold Messner

### Altro
- Sentieri delle rogge (in tedesco Waalweg), un tempo usati per assicurare la manutenzione dei canali d'irrigazione (Waal) poi diventati attrazioni turistiche

## Società

### Ripartizione linguistica
La sua popolazione è per la quasi totalità di madrelingua tedesca:
| %      | Ripartizione linguistica (gruppi principali) |
| ------ | -------------------------------------------- |
| 98,18% | madrelingua tedesca                          |
| 1,77%  | madrelingua italiana                         |
| 0,05%  | madrelingua ladina                           |

### Evoluzione demografica
Abitanti censiti

## Amministrazione
| Periodo  | Periodo   | Primo cittadino  | Partito | Carica  | Note |
| -------- | --------- | ---------------- | ------- | ------- | ---- |
| nel 1975 |           | Johann Ausserer  |         | Sindaco |      |
| 2005     | 2010      | Josef Alber      | SVP     | Sindaco |      |
| 2010     | in carica | Gustav Tappeiner | SVP     | Sindaco |      |